# منطقه مینامیتسورو، یاماناشی
منطقه مینامیتسورو، یاماناشی (انگلیسی: Minamitsuru District, Yamanashi) یک ناحیه روستایی است واقع در جنوب شرقی استان یاماناشی، در ژاپن.